# Neugroschen
Der Neugroschen (Abkürzung Ngr.) ist eine von 1841 bis 1873 geprägte sächsische Scheidemünze mit der Aufschrift „Neugroschen“. Dieser Groschen aus Billon war nicht wie der preußische Groschen in 12, sondern in 10 Pfennige unterteilt.

## Erläuterung
Im Jahr 1838 schloss sich das Königreich Sachsen der Dresdner Münzkonvention an und prägte aus der feinen Mark zu 233,855 g Silber im preußischen 14-Taler-Fuß:
- 7 Doppeltaler = 14 Taler
  - 1 Taler = 30 Neugroschen = 300 Pfennige
  - 1 Neugroschen = 10 Pfennige

Von 1857 bis 1873 wurde im 30-Taler-Fuß geprägt. Das Münzgrundgewicht war das Zollpfund zu 500 g.
- 1 Pfund Feinsilber = 30 Vereinstaler
  - 1 Vereinstaler = 30 Neugroschen = 300 Pfennige

Neugroschen und Pfennige waren Scheidemünzen.

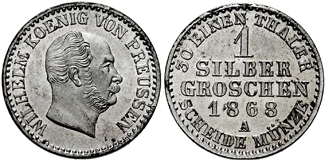
Preußischer Silbergroschen von 1861, Münzstätte Berlin, – im Gegensatz zum Neugroschen unterteilt in 12 Pfenni(n)ge, 30 Stück ergaben einen Taler (Durchmesser 18,44 mm)

Während Sachsen den Taler in 30 Neugroschen zu je 10 Pfennigen teilte, unterteilte Preußen den Taler in 30 Silbergroschen zu je 12 Pfennigen. Friedrich Wilhelm III. hatte sich nicht zur konsequenten Einführung des Dezimalsystems entschließen können. Um die neuen preußischen Pfennige im Wert zu 1⁄360 Taler von den alten preußischen Pfennigen im Wert zu 1⁄288 Taler zu unterscheiden, wurde sie Pfenninge genannt.
Da ein sächsischer Pfennig 1⁄10 Groschen (Neugroschen), ein preußischer aber 1⁄12 Groschen (Silbergroschen) galt, wurde mit diesen Münzen besonders an den Grenzen viel spekuliert. Die Neugroschen bewirkten, dass die preußischen Pfennige auf sächsischen Märkten abgelehnt und als böse Pfennige bezeichnet wurden.
Eduard Döring schrieb 1854 (als Zeitzeuge) zur unterschiedlichen Rechnungsweise:

„Der Unterschied […] besteht nur darin, daß in Preußen der Silbergroschen 12 Pfennige, in Sachsen aber der Neugroschen 10 Pfennige hat, so daß also 5 Pfennige in Sachsen gleich sind mit 6 Pfennigen in Preußen. – Es wäre zu wünschen, daß man vollständige Übereinstimmung, nicht aber Abweichungen […] hätte eintreten lassen; es ist dies abermals ein Beweis, wie schwierig es ist in Deutschland Einigkeit und Einheit zu Stande zu bringen.“

Die Unterteilung der sächsischen Neugroschen nach dem Dezimalsystem diente bei der Einführung der Reichswährung 1872 als Vorbild.

## Die Nominale

### Königreich Sachsen
| Neugroschen | Prägezeit | Gewicht (g) | Feingehalt in Promille | Bemerkung                                                                               |
| ----------- | --------- | ----------- | ---------------------- | --------------------------------------------------------------------------------------- |
| 2 Ngr.      | 1841–1856 | 3,118       | 312,5                  | rechteckiger gekrönter Wappenschild                                                     |
| 2 Ngr.      | 1863–1873 | 3,221       | 300                    | gekröntes, ovales Wappen auf Kartusche (1868–1873 mit Kopfbild und Titel König Johanns) |
| 1 Ngr.      | 1841–1856 | 2,126       | 229,17                 | rechteckiger gekrönter Wappenschild                                                     |
| 1 Ngr.      | 1861–1873 | 2,100       | 230                    | gekröntes, ovales Wappen auf Kartusche (1867–1873 mit Kopfbild und Titel König Johanns) |
| ½ Ngr.      | 1841–1856 | 1,063       | 229,17                 | rechteckiger gekrönter Wappenschild                                                     |

Die ½ Ngr. wurden 1862 durch kupferne Fünfpfenniger ersetzt. Diese Fünf-Pfennig-Stücke sind „im Volksmunde unter dem Namen Schweinedukaten bekannt, weil einmal ein Viehhändler, wie der Volkswitz erzählt, das gekaufte Schwein auf Wunsch einem sogenannten ‚dummen Bauern‘ in solchen Kupfermünzen bezahlte und den Fünfer für einen Dukaten gerechnet haben soll.“
Die Münzmeister in der Münzstätte Dresden zur Zeit der Neugroschenprägung waren:
- Mmz. G – Johann Georg Gromann (1833–1844)
- Mmz. F – Gustav Theodor Fischer (1845–1860)
- Mmz. B – Gustav Julius Buschick (1860–1887)

### Herzogtum Sachsen-Altenburg
Das Herzogtum Sachsen-Altenburg ließ 2 Ngr. (1841), 1 Ngr. (1841–1842) und ½ Ngr. (1841–1842) in der Dresdner Münze prägen. Sie unterscheiden sich lediglich durch die Umschrift H. S. ALTENB. SCHEIDE M. von den königlich-sächsischen Neugroschen.
Auch im Herzogtum Sachsen-Coburg und Gotha wurde im 14-Taler-Fuß geprägt. Obwohl der Groschen in 10 Pfennige geteilt wurde, kommt die Bezeichnung als „Neugroschen“ auf Groschenmünzen nicht vor.

## Außerkurssetzung der Neugroschen

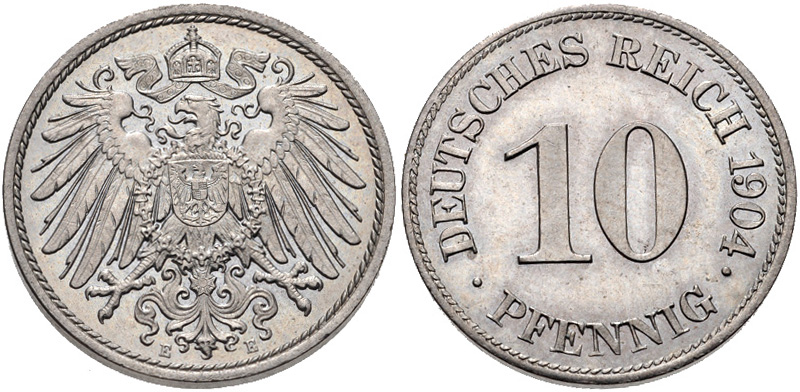
10 Pfennig für einen Neugroschen, Deutsches Reich, Kupfer/Nickel, Durchmesser 21 mm (spätere Ausgabe von 1904 mit größerem Reichsadler, Münzstätte Muldenhütten)

Nach dem Krieg 1871/1872 und der Gründung des Deutschen Reiches wurde mit dem neuen Münzgesetz vom 9. Juli 1873  die einzelnen Landeswährungen abgeschafft. Als neue Währungseinheit wurde die Mark zu 100 Pfennigen festgelegt.
Neugroschen waren ab 1. Juni 1876 keine gesetzlichen Zahlungsmittel mehr. Vom 1. Juni bis 31. August 1876 wurden sie von mit der Einlösung beauftragten Kassen in Zahlung genommen oder in Reichswährung umgewechselt. Nach dem 31. August 1876 wurden sie nicht mehr angenommen.
Umgetauscht wurden:
- 1⁄15 Talerstück (= 2 Neugroschen) in 20 Pfennige
- 1⁄30 Talerstück (= 1 Neugroschen) in 10 Pfennige
- ½ (Neu)Groschen in 5 Pfennige

## Ausgaben einer Familie um 1842 in Neugroschen
Max Barduleck, Medailleur an der Sächsischen Staatsmünze [(1865) 1871–1911] in Dresden und danach in Muldenhütten, hat in seinem Werkverzeichnis auch Lohnverhältnisse der Arbeiter in der Münze beschrieben.
Die Arbeiter der Münzstätte Dresden setzten sich aus allen Berufen und ungelernten Leuten zusammen. „In welchen traurigen Verhältnissen diese Arbeiter lebten“, so Barduleck, „sieht man an zwei Bittgesuchen aus früherer Zeit […]“. Nach 25 Jahren hatte sich der Wochenlohn von zwei Talern auf zwei Taler sieben Groschen, acht Pfennige erhöht. „Durch die Not veranlasst“, so Barduleck weiter, „kamen am 2. November 1842 alle Arbeiter mit einem Gesuch um Erhöhung ihres Lohns, das folgende Berechnung ihrer Einnahmen und Ausgaben enthält:“
- Einnahmen:
2 Taler 7 (Neu)groschen 8 Pfennige Wochenlohn
- Ausgaben (für die ganze Familie):
10 (Neu)Groschen wöchentlicher Hauszins
25 (Neu)Groschen für Brot die Woche und mehr je nach Größe der Familie
10 (Neu)Groschen für ½ Kanne Butter die Woche
10 (Neu)Groschen 5 Pfennige für Frühstück, täglich 1 (Neu)Groschen 5 Pfennige
27 (Neu)Groschen 3 Pfennige für Mittagessen, täglich 3 (Neu)Groschen 9 Pfennige
12 (Neu)Groschen 6 Pfennige für Abendessen, täglich 1 (Neu)Groschen 8 Pfennige
10 (Neu)Groschen 5 Pfennige für Holz und Kohle, täglich 1 (Neu)Groschen 5 Pfennige
- Abschluss:
3 Taler 15 (Neu)Groschen 9 Pfennige
2 Taler 7 (Neu)Groschen 8 Pfennige Einnahmen
3 Taler 15 (Neu)Groschen 9 Pfennige Ausgaben
1 Taler 8 (Neu)Groschen 1 Pfennig mehr Ausgaben als Einnahmen.

„Überdies“, so Barduleck, „noch an besonderen Ausgaben: 1. Mietzins, 2. Almosenbeitrag, 3. Beitrag zur Witwenkasse, 4. Personensteuer, 5. Schulgeld, 6. Gemeindeabgaben, 7. Kleidung, 8. Wäsche, 9. Schuhwerk, 10. Licht und Öl sowie was sonst noch […] erforderlich ist.“
(Von 1849 bis 1873 wuchs der Lohn der Arbeiter „mit hervorgehobenen Stellen“ von etwa 2 Talern 17 Neugroschen auf rund 5 Taler 24 Neugroschen in der Woche.)